# N-Space
n-Space,Inc. fue una desarrolladora de videojuegos fundada en 1994 por Eric S. Dyke, Dan O'Leary y Sean Purcell con  sede en Orlando, Florida. Desarrolló para múltiples plataformas pero se centraba principalmente en consolas de Nintendo, Geist fue un juego desarrollado en colaboración con Nintendo para GameCube. En marzo del 2016 anunció que cerraba sus puertas tras 22 años en activo.

## Juegos desarrollados
| Año  | Título                                               | Plataformas                                                 | Editor                   |
| ---- | ---------------------------------------------------- | ----------------------------------------------------------- | ------------------------ |
| 1997 | TigerShark                                           | Microsoft Windows, PlayStation                              | GT Interactive           |
| 1997 | Bug Riders: The Race of Kings                        | Microsoft Windows, PlayStation                              | GT Interactive           |
| 1998 | Duke Nukem: Time to Kill                             | PlayStation                                                 | GT Interactive           |
| 1998 | Rugrats: Search for Reptar                           | PlayStation                                                 | THQ                      |
| 1999 | Rugrats: Studio Tour                                 | PlayStation                                                 | THQ                      |
| 2000 | Die Hard Trilogy 2: Viva Las Vegas                   | Microsoft Windows, PlayStation                              | FOX Interactive          |
| 2000 | Danger Girl                                          | PlayStation                                                 | THQ                      |
| 2000 | Duke Nukem: Land of the Babes                        | PlayStation                                                 | Infogrames               |
| 2000 | Mary-Kate and Ashley: Magical Mystery Mall           | PlayStation                                                 | Acclaim Entertainment    |
| 2001 | Mary-Kate and Ashley: Crush Course                   | Microsoft Windows, PlayStation 2                            | Acclaim Entertainment    |
| 2003 | Mary-Kate and Ashley: Sweet 16 – Licensed to Drive   | GameCube, PlayStation 2                                     | Acclaim Entertainment    |
| 2005 | GoldenEye: Rogue Agent                               | Nintendo DS                                                 | EA Games                 |
| 2005 | Geist                                                | GameCube                                                    | Nintendo                 |
| 2007 | Winx: Join the Club                                  | PlayStation Portable                                        | Konami                   |
| 2007 | Call of Duty 4: Modern Warfare                       | Nintendo DS                                                 | Activision               |
| 2008 | Call of Duty: World at War                           | Nintendo DS                                                 | Activision               |
| 2008 | Target Toss Pro: Bags                                | WiiWare                                                     | Incredible Technologies  |
| 2008 | Hue Pixel Painter                                    | Nintendo DS                                                 | Activision               |
| 2008 | Star Wars: The Force Unleashed                       | Nintendo DS                                                 | LucasArts                |
| 2009 | Hannah Montana: The Movie                            | Xbox 360, Nintendo DS, Wii, PlayStation 3                   | Disney Interactive       |
| 2009 | Marvel: Ultimate Alliance 2                          | Nintendo DS, Wii, PlayStation 2                             | Activision               |
| 2009 | Carnival King                                        | WiiWare                                                     | Incredible Technologies  |
| 2009 | Star Wars Battlefront: Elite Squadron                | Nintendo DS                                                 | LucasArtS                |
| 2009 | Call of Duty: Modern Warfare – Mobilized             | Nintendo DS                                                 | Activision               |
| 2010 | Toy Story 3: The Video Game                          | Nintendo DS                                                 | Disney Interactive       |
| 2010 | Toy Story 3: The Video Game – To The Rescue Edition  | Nintendo DS                                                 | Disney Interactive       |
| 2010 | Target Toss Pro: Lawn Darts                          | WiiWare                                                     | Incredible Technologies  |
| 2010 | GoldenEye 007                                        | Nintendo DS                                                 | Activision               |
| 2010 | 007: Blood Stone                                     | Nintendo DS                                                 | Activision               |
| 2010 | Golf Cart Ranger                                     | iOS                                                         | n-Space                  |
| 2010 | Call of Duty: Black Ops                              | Nintendo DS                                                 | Activision               |
| 2010 | Tron: Evolution                                      | Nintendo DS                                                 | Disney Interactive       |
| 2010 | TRON: Evolution: - Battle Grids                      | Wii                                                         | Disney Interactive       |
| 2010 | TRON: Evolution - Battle Grids: Championship Edition | Wii                                                         | Disney Interactive       |
| 2011 | Call of Duty: Modern Warfare 3: Defiance             | Nintendo DS                                                 | Activision               |
| 2011 | Jillian Michaels' Fitness Adventure                  | Xbox 360/Kinect                                             | Majesco Entertainment    |
| 2011 | Jaws: Ultimate Predator                              | Nintendo 3DS                                                | Majesco Entertainment    |
| 2012 | 5 Micro Lab Challenge                                | Xbox 360/Kinect                                             | Microsoft Studios        |
| 2012 | Heroes of Ruin                                       | Nintendo 3DS                                                | Square Enix              |
| 2012 | RollerCoaster Tycoon 3D                              | Nintendo 3DS                                                | Atari                    |
| 2012 | Skylanders: Giants                                   | Nintendo 3DS                                                | Activision               |
| 2013 | Skylanders: Swap Force                               | Nintendo 3DS                                                | Activision               |
| 2014 | Suits and Swords                                     | iOS, Android                                                | Sony Pictures Television |
| 2015 | WWE 2K Mobile                                        | iOS, Android                                                | 2K Games                 |
| 2015 | Sword Coast Legends                                  | Microsoft Windows, Linux, Mac OS X, PlayStation 4, Xbox ONE | Digital Extremes         |

## Juegos cancelados
| Título                           | Plataformas                   | Editor                         |
| -------------------------------- | ----------------------------- | ------------------------------ |
| RazorWing                        | PlayStation                   | Sony Interactive Entertainment |
| Austin Powers: Oh, Behave!       | PlayStation 2                 | Rockstar Games                 |
| Dexter’s Laboratory Robot Rumble | PlayStation 2, Xbox, GameCube | BAM! Entertainment             |
| Duke Nukem D-Day                 | PlayStation 2                 | GT Interactive                 |
| Mary-Kate and Ashley in ACTION!  | PlayStation 2                 | Acclaim Entertainment          |
| Winter                           | Wii                           | Desconocido                    |
| Sphere (nombre provisional)      | Wii                           | Desconocido                    |
| Mega Bloks Halo game             | Xbox 360                      | Desconocido                    |